# Bahrajnský dinár
Bahrajnský dinár (arabsky psáno د.ب ) je zákonným platidlem malého ostrovního státu Bahrajn, který se nachází v Perském zálivu. ISO4217 kód dináru je BHD. Název „dinár“ má bahrajnská měna společný s několika dalšími státy v jihovýchodní Evropě, Blízkém východě a severní Africe.  Jeden dinár se skládá z 1000 fils.  

## Fixace směnného kurzu
Dinár je pevně navázán na americký dolar USD v kurzu na 1 BHD = 2,659 USD. Na americkou měnu je v obdobném fixním poměru navázán i ománský rijál OMR a přibližně v desetinásobně vyšším kurzu i dirham Spojených arabských emirátů AED, saúdský rijál SAR a katarský rijál QAR. Tyto měny mají tedy mezi sebou obdobnou hodnotu (respektive 10násobek): 1,00 BHD = 1,02 OMR = 9,76 AED = 9,68 QAR = 9,97 SAR.

## Mince a bankovky
Mince jsou raženy v nominálních hodnotách 5, 10, 25, 50, 100, 500 fils.
Bankovky mají hodnoty ½, 1, 5, 10 a 20 dinárů.
| Bahrajnské platné bankovky | Bahrajnské platné bankovky | Bahrajnské platné bankovky | Bahrajnské platné bankovky | Bahrajnské platné bankovky | Bahrajnské platné bankovky |
| Vyobrazení                 | Vyobrazení                 | Hodnota                    | Barva                      | Barva                      |                            |
| Líc                        | Rub                        | Hodnota                    | Barva                      | Barva                      |                            |
| -------------------------- | -------------------------- | -------------------------- | -------------------------- | -------------------------- | -------------------------- |
|                            |                            | ½ dinárů                   |                            | oranžová                   |                            |
|                            |                            | 1 dinárů                   |                            | červená                    |                            |
|                            |                            | 5 dinárů                   |                            | modrá                      |                            |
|                            |                            | 10 dinárů                  |                            | zelená                     |                            |
|                            |                            | 20 dinárů                  |                            | hnědá                      |                            |